# 長岡工業短期大学
長岡工業短期大学（ながおかこうぎょうたんきだいがく、英語: Nagaoka Technical College）は、新潟県長岡市西片貝町888に本部を置いていた日本の国立大学である。1961年に設置され、1966年に廃止された。

## 概要

### 大学全体
- 新潟県長岡市に所在した日本の国立短期大学[1]。
- 1961年に開学[2]、当初より3学科体制をとる[3]。
- 1964年度の入学生を最後に[注釈 2]、1966年に短期大学としての使命を終える[5]。

### 建学の精神（校訓・理念・学是）
- 長岡工業短期大学の教育目的は｢工業に関する実際的な専門教育を授け、工業の発展と興隆に寄与しうる教養と識見とを備えた中堅技術者を育成すること｣となっている[6]。

### 教育および研究
- 長岡工業短期大学には、機械・電気・工業化学の各学科の専門教育が行われており、これは今日の高等専門学校における教育起源となっている。

### 学風および特色
- 長岡工業短期大学では、高等学校卒業者のみならず、他大学卒業者や転学希望者による編入学制度も実施されていた[6]。
- 開学当初、編入学試験は6月に行われていた[6]。

## 沿革
- 1960年 新潟大学工業短期大学部として以下の学科体制にて設置を計画[7]。
  - 機械科 入学定員80名
  - 電気科 入学定員40名
  - 工業化学科 入学定員40名
- 1961年
  - 4月1日 長岡工業短期大学が以下の学科体制にて開学する[8][9]。
    - 機械科 入学定員80名
    - 電気科 入学定員40名
    - 工業化学科 入学定員40名
- 1962年 長岡工業高等専門学校が開校する。
- 1964年
  - 4月1日 この年度をもって学生募集を終了。
- 1966年
  - 3月31日 左記をもって廃止[5]。

## 基礎データ

### 所在地
- 新潟県長岡市西片貝町888[注釈 1]

### 年度別学生数[注 2]
| -        | 機械科    | 電気科   | 工業化学科 | 出典   |
| -------- | --------- | -------- | ---------- | ------ |
| 入学定員 | 80        | 40       | 40         | -      |
| 総定員   | 160       | 80       | 80         | -      |
| 1961年   | 男82      | 男40     | 男37       | [ 10 ] |
| 1962年   | 男152 女1 | 男75     | 男70 女5   | [ 11 ] |
| 1963年   | 男147     | 男73 女1 | 男64 女3   | [ 12 ] |
| 1964年   | 男126     | 男66     | 男61 女2   | [ 13 ] |
| 1965年   | 男56      | 男34     | 男30 女2   | [ 14 ] |

## 教育および研究

### 組織

#### 学科[注 3]
- 機械科 入学定員80名
- 電気科 入学定員40名
- 工業化学科 入学定員40名

#### 専攻科
- なし

#### 別科
- なし

#### 附属機関
- 附属図書館[6]。

### 研究
- 『長岡工業短期大学・高等専門学校研究紀要』[16]

## 施設[6]

### キャンパス
- 長岡工業短期大学のキャンパスは、現在の長岡工業高等専門学校がある場所に設置されていた。面積は、校舎でおよそ26,000坪であった。
- 建築物として北側・南側校舎、車庫・油庫・倉庫・実習工場などがあった。

### 寮
- 学内に寄宿舎があった[6]。

## 対外関係

### 系列校
- 長岡工業高等専門学校